# Гургаль Володимир Йосипович
Володимир Йосипович Гургаль (нар. 3 листопада 1924, село Збоїська, Польща, тепер у складі міста Львова Львівської області — ?) — український радянський діяч, новатор виробництва в машинобудуванні, токар Львівського заводу штучних алмазів і алмазних інструментів. Герой Соціалістичної Праці (28.05.1960). Депутат Верховної Ради УРСР 4—6-го скликань. Кандидат технічних наук (1974).

## Біографія
Народився в родині робітника. До 1941 року навчався в залізничному училищі на станції Красне біля Львова.
У 1944—1945 роках — робітник на відбудові Львівського заводу приводних пресів, ливарник заводу. У 1945—1966 роках — токар Львівського заводу приводних пресів (машинобудівного заводу, з 1961 року — заводу штучних алмазів і алмазних інструментів). Працюючи токарем, один з перших застосував швидкісне й силове різання металу. Розробив і запровадив у виробництво багато раціоналізаторських пропозицій і винаходів. Один із ініціаторів руху за комуністичне ставлення до праці.
Член КПРС з 1958 року.
У 1966 році без відриву від виробництва закінчив відділ машинознавства Львівського лісотехнічного інституту.
З 1966 року — начальник центральної лабораторії вимірювальної техніки Львівського заводу штучних алмазів і алмазних інструментів; заступник головного технолога Львівського виробничого об'єднання «Алмазінструмент». Автор книг з питань висвітлення досвіду токарної обробки металів.
Потім — на пенсії в місті Львові.

## Нагороди
- Герой Соціалістичної Праці (28.05.1960)
- орден Леніна (28.05.1960)
- медаль «За трудову доблесть» (26.04.1963)
- медалі
- дві Почесні грамоти Президії Верховної Ради Української РСР (26.10.1956, 1961)